# Kujō Hisatada
Kujō Hisatada (九条 尚忠 1798 – 1871?) fue un kuge (cortesano) que actuó de regente a finales de la era Edo.
Ocupó la posición de kanpaku del Emperador Kōmei entre 1856 y 1862. 
Se retiró de la corte en 1863 y se convirtió en un monje budista.
Fue adoptado por su hermano Kujō Suketsugu como su hijo.
Tuvo varios hijos:
- Kujō Yukitsune (hijo adoptivo),
- Kujō Michitaka,
- Matsuzono Hisayoshi,
- Tsurudono Tadayoshi,
- Takatsukasa Hiromichi,
- Nijō Motohiro
- y una consorte del Emperador Kōmei.